# Fort Sándor
Fort Sándor, Alexander Fort (Lipcse, 1850/1851. – Gödöllő, 1900. július 13.) magyar építész.

## Élete
Életéről kevés adat ismert. 1867-ben telepedett le Magyarországon. Az utókor hamar elfelejtette, pedig a maga korában elsősorban az arisztokrácia tervezett számára palotákat, kastélyokat tervezett. Ő tervezte Ybl Miklós építész síremlékének építészeti részét. Munkatársa volt az Építő Ipar című folyóiratnak.
1878. január 28-án Budapesten vette feleségül a petrovitzi születésű Hiescha Máriát. Fia Farkas Ferenc (1879–1933) színházigazgató.
Hosszas szenvedés után hunyt el 50 éves korában. Testét Budapestre szállították, és a Fiumei úti sírkertben helyezték nyugalomra.

## Ismert épületek

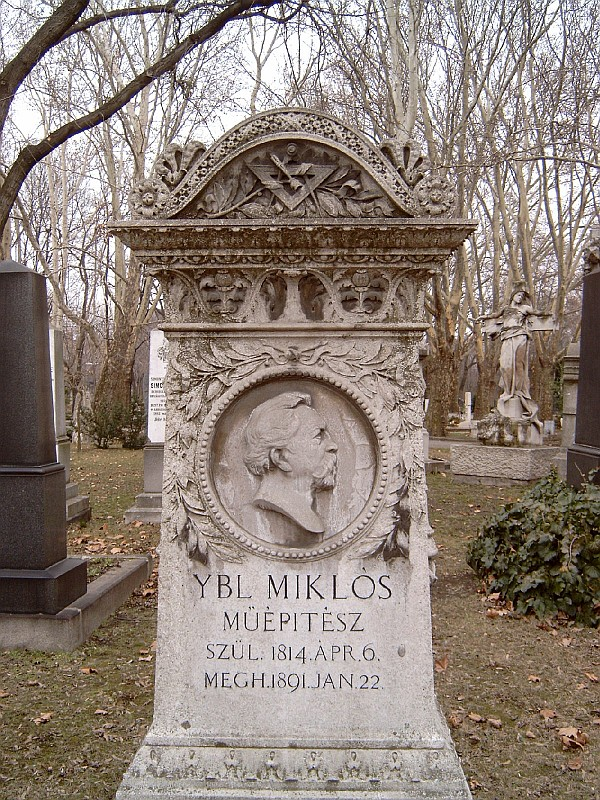
Ybl Miklós sírja Budapesten. Kerepesi temető: 34/1-1-1. Fort Sándor és Strobl Alajos alkotása

- 1888–1896:[11] Szentkereszty-kastély bővítése, Árkos[12]
- 1892: Kárpáti nyaralók[13]
- 1893: gróf Károlyi-féle bérház, Budapest, Alkotmány-utca és Váczi-körút sarkán[14]
- 1895–1896/1896: Csáky-Cziráky bérpalota,[15] Budapest, Kossuth Lajos utca 2/a (Foerk Ernővel közös munka)[16] (ma: Alkotmány u. 28.)[17]

### Síremlékek
- 1891: Ybl Miklós síremléke, Budapest, Fiumei úti sírkert (Kerepesi temető)[18][19] (A szobrászati rész Strobl Alajos műve.)

Érdekesség, hogy koporsó burkoló vasmunkákat is tervezett.

## Egyéb irodalom
- Bordás Beáta: Fort Sándor életműve In: (szerk.) Rozsnyai József: Ybl és Lechner vonzásában, Holnap Kiadó, Budapest, 2018, ISBN 9789633491713, 90-120. o.
- Szendrei János – Szentiványi Gyula: Magyar képzőművészek lexikona: Magyar és magyarországi vonatkozású művészek életrajzai a XII. századtól napjainkig. I. kötet (Abádi – Günther) Budapest: Közoktatásügyi Minisztérium. 1915.  Több kötet nem jelent meg